# Centralniy (huyện)
Huyện Centralniy (tiếng Nga: ? райо́н) là một huyện hành chính tự quản (raion), của Sankt-Peterburg, Nga. Huyện có diện tích ? km². Trung tâm của huyện đóng ở ?.